# Division du temps
Dans le solfège, on entend par division du temps, la répartition en plusieurs parties égales (deux moitiés ou trois tiers principalement) de la durée ordinaire du temps.
Chaque partie, le cas échéant, pourra être divisée à son tour en plusieurs sous-parties ; dans cette hypothèse, on parlera de « subdivision ».
La division du temps peut être naturelle ou artificielle.

## Division naturelle
La division naturelle, ou division ordinaire, des temps est la conséquence directe de deux principes : d'une part, celui de la valeur relative des figures, d'autre part, celui de l'équivalence des valeurs pointées. La division naturelle d'un temps peut être binaire ou ternaire.

### Temps binaire
Un temps binaire est divisible en deux parties égales. Ses mesures les plus employées, dites mesures simples, sont les 
 ,
 , 
 , 
 ou  et 
 ou , 
 (voir le chiffrage des mesures). Un temps binaire sera représenté par une valeur simple, c'est-à-dire non pointée. Par exemple, une ronde se divise en deux blanches, une blanche, en deux noires, etc. La division naturelle d'un temps binaire produit les valeurs suivantes : la moitié, le quart, le huitième, le seizième…
Par exception, les mesures ayant un « 6 », un « 9 », ou un « 12 » en numérateur ( 
 , 
 … ) peuvent devenir binaires si, et seulement si, elles sont prises « décomposées », c'est-à-dire le temps égal à un tiers du temps habituel. Par exemple, quand la mesure à 
 est battue « à la croche », l'unité de temps devient la croche qui est divisible en deux doubles-croches : elle est donc binaire.

### Temps ternaire
Un temps ternaire est divisible en trois parties égales. Ses mesures les plus employées, dites mesures composées, sont les 
 , 
 , 
 , 
 (voir le chiffrage des mesures). Un temps ternaire sera représenté par une valeur pointée. Par exemple, une ronde pointée se divise en trois blanches, une blanche pointée en trois noires, une noire pointée en trois croches… La division naturelle d'un temps ternaire produit les valeurs suivantes : le tiers, le sixième, le douzième…
Par exception, les mesures ayant un « 3 » en numérateur ( 
 , 
 , 
 … ) peuvent devenir ternaires si, et seulement si, elles sont prises « à la mesure », c'est-à-dire la mesure complète égale à un temps. Par exemple, la valse se note généralement à 
 , mais, étant le plus souvent battue « à la mesure », l'unité de mesure, la blanche pointée ( . ), est égale à un temps divisible en trois noires (    ).

## Division artificielle
La division artificielle des temps (ou division exceptionnelle) permet d'insérer un temps ternaire (le triolet) au milieu d'une succession de temps binaires, ou, à l'inverse, d'insérer un temps binaire (le duolet) au milieu d'une succession de temps ternaires. Elle permet également d'insérer un temps dont la division ne pourrait pas être obtenue naturellement, par exemple la division en quatre quarts dans une mesure ternaire (le quartolet), en cinq cinquièmes (le quintolet), ou encore, celle en six sixièmes (le sextolet) et sept septièmes (le septolet), quelles que soient les mesures. Au-delà du septolet, on peut trouver des divisions par 9, par 10, par 11… mais il n'existe pas de terminologie précise pour désigner ces nouvelles figures, qui sont rarement utilisées.